# 玉夫座矮不規則星系
玉夫座矮不規則星系（SDIG）是一個位於玉夫座的不規則星系，於1976年被發現。

## 鄰近的星系和星系群的資料
玉夫座矮不規則星系和矮星系UGCA 442都是螺旋星系 NGC 7793的衛星星系，這些星系都屬於玉夫座星系團，有微弱的引力束縛，是位置鄰近本星系團的纖維狀體星系集團。

## 外部連結
- WikiSky上关于The Sculptor Dwarf Irregular Galaxy的内容：DSS2, SDSS, GALEX, IRAS, 氢α, X射线, 天文照片, 天图, 文章和图片